# ینگجه (سرآب)
ینگجه یکی از روستاهای استان آذربایجان شرقی است که در دهستان رازلیق بخش مرکزی شهرستان سرآب واقع شده‌است. 
این روستا در ابتدا «اردیبهشت» نام داشت که با حضور خاندان  مختارخان از نوادگان  عدنان‌خان در اردیبهشت ماه به این سرزمین به این نام شناخته می‌شد. مختارخان و برادرانش هاشم‌سلطان، ابراهیم‌خان و حمزه‌سلطان از این خاندان با داشتن درجات عالی نظامی از حکومت وقت به این منطقه وارد شدند.
این روستا مکانی خوش آب و هوا و سرشار از زمین‌های پربار برای کشاورزی است. از بزرگان و نام آوران این منطقه می‌توان به محمدعلی‌خان، فرزند مختارخان، هاشم‌سلطان، حمزه‌سلطان و موسی‌خان اختیاری نام برد. این خاندان در روستا دست به ساخت مدرسه به جای مکتب، ساخت قنات و کانال‌های آب برای دسترسی به آب در منازل، حمام، انبارهای غله، تقسیم عادلانه محصولات کشاورزی زده است.